# Emilie Ågheim Kalkenberg
Emilie Ågheim Kalkenberg (Mo i Rana, 6 luglio 1997) è una biatleta norvegese.

## Biografia
In Coppa del Mondo ha esordito il 4 gennaio 2018 a Oberhof (69ª nella sprint) e ha ottenuto il primo podio l'8 febbraio 2019 a Canmore (2ª in staffetta). Ha debuttato ai Giochi olimpici invernali a Pechino 2022 piazzandosi 38ª nell'individuale.
In carriera non ha preso parte a rassegne iridate.

## Palmarès

### Mondiali juniores
- 1 medaglia:
  - 1 argento (staffetta a Otepää 2018)

### Mondiali giovanili
- 1 medaglia:
  - 1 argento (sprint a Cheile Grădiștei 2016)
  - 1 bronzo (staffetta a Cheile Grădiștei 2016)

### Europei
- 2 medaglie:
  - 1 oro (staffetta mista a Duszniki-Zdrój 2021)
  - 1 bronzo (staffetta mista a Val Ridanna 2018)

### Coppa del Mondo
- Miglior piazzamento in classifica generale: 47ª nel 2021
- 1 podio (a squadre):
  - 1 secondo posto